# Coupe de la main courte
La coupe de la main courte est une technique de base du déclarant au jeu de bridge dans les contrats à l'atout qui consiste à couper une perdante de la main longue à l'atout par un des atouts de la main courte.
On parle également souvent de coupe de la main secondaire, les deux concepts se rejoignant le plus souvent puisque la main secondaire est généralement la main courte à l'atout (voir article 'Main de base').
Cette technique peut s'appliquer à d'autres jeux de cartes à base de levées se jouant en équipe et avec un atout.
Il faut noter qu'à l'inverse, les coupes de la main longue ne produisent généralement pas de levée.

## Tours de débarras
Il est parfois souhaitable de tirer un ou plusieurs tours d'atouts (tours de débarras) avant de tenter la coupe. 
Cela permet d'éviter une coupe ou surcoupe adverse si d'aventure un des adversaires était à la fois court à l'atout et court dans la couleur que l'on souhaite couper.

## Exemples de coupes de la main courte

### Avec deux tours de débarras
| ♠   | 4 3 2      |
| ♥   | A R 2      |
| ♦   | 3 2        |
| ♣   | 6 5 4 3 2  |
| N S |            |
| ♠   | A R D V 10 |
| ♥   | D 4 3      |
| ♦   | A R 4      |
| ♣   | A R        |

 Contrat 7♠ joué par Sud sur entame V♥ .
Sud pourrait réussir son contrat en établissant sa couleur secondaire trèfle et défaussant ensuite un carreau perdant sur un trèfle affranchi mais le manque de communications avec le mort ne permet la réussite de cette ligne de jeu que si les trèfles adverses sont répartis 3-3 soit environ 35 % de chance.
En jouant A♦, R♦ et 4♦ coupé en Nord (coupe de la main courte), Sud gagne 7♠ pour peu que les carreaux adverses soient répartis 4-4 ou 5-3 soit environ 80 % de chances de réussite.
On voit alors qu'une perdante de la Main de base, le 4♦, est effacée par la coupe.
Sud peut faire légèrement mieux en jouant deux tours d'atout (tours de débarras) avant de s'attaquer aux carreaux.
Ce faisant, il réussira également son contrat si un des adversaires est à la fois court à carreau (maximum 2 carreaux) et court à pique (maximum 2 piques) soit environ 5 % de chances supplémentaires.
Sud court un très léger risque additionnel en jouant atout : après avoir fait deux tours de pique et coupé en Nord, Sud doit revenir en main et pourrait se faire couper à son tour. L'un dans l'autre, les tours de débarras sont cependant ici largement favorables.

### Sans tours de débarras
Si on modifie la donne comme suit:
| ♠   | D V 2      |
| ♥   | A R 2      |
| ♦   | 3 2        |
| ♣   | 6 5 4 3 2  |
| N S |            |
| ♠   | A 10 9 8 7 |
| ♥   | D 4 3      |
| ♦   | A R 4      |
| ♣   | A R        |

 Contrat 6♠ joué par Sud sur entame D♦ en tournoi par paires. 
Ici, Sud ne peut plus se permettre de tours de débarras. En effet:
  - Si Sud tire l'As♠ au premier ou deuxième tour d'atout, il perdra inutilement une levée si Est détient le R♠ suffisamment long. 
  - Si Sud fait deux fois l'impasse au R♠ avant la coupe, il risque alors qu'Ouest prenne le deuxième tour d'atout et rejoue atout pour retirer à Nord son dernier atout et faire chuter le contrat. 
Sud doit donc ici jouer immédiatement A♦, R♦ et 4♦ coupé en Nord (coupe de la main courte). Sud gagne 6♠ si les carreaux adverses sont répartis 4-4 ou 5-3 ou si les carreaux sont répartis 6-2 et que le R♠ est placé et encore dans quelques autres cas improbables soit environ 90 % de chances de réussite au total. Le tout, et c'est important en tournoi par paires, sans réduire fortement ses chances de réaliser une levée supplémentaire.
Sud peut également envisager de jouer sur les trèfles mais le rendement reste ici inférieur à la coupe car si les trèfles sont 4-2 (48 % des cas), Sud devra renoncer à l'impasse au R♠ pour affranchir un trèfle de longueur.